# International Journal of Obesity
Das International Journal of Obesity, abgekürzt Int. J. Obes., ist eine wissenschaftliche Fachzeitschrift, die von der Nature-Publishing Group veröffentlicht wird. Die Zeitschrift erscheint mit zwölf Ausgaben im Jahr. Es werden Arbeiten veröffentlicht, die sich mit dem Gebiet der Adipositas beschäftigen.
Der Impact Factor lag im Jahr 2014 bei 5,004. Nach der Statistik des ISI Web of Knowledge wird das Journal mit diesem Impact Factor in der Kategorie Endokrinologie und Metabolismus an 19. Stelle von 128 Zeitschriften und in der Kategorie Ernährung und Diätetik an siebenter Stelle von 77 Zeitschriften geführt.